# Alea (Grecia)
Alea (en griego, Αλέα) es el nombre de una unidad municipal y de un  pueblo de Grecia que pertenece al municipio de Argos-Micenas, en la unidad periférica de Argólida. En el año 2011, la población de la unidad municipal era de 660 habitantes mientras la comunidad local contaba con 103.

## Historia

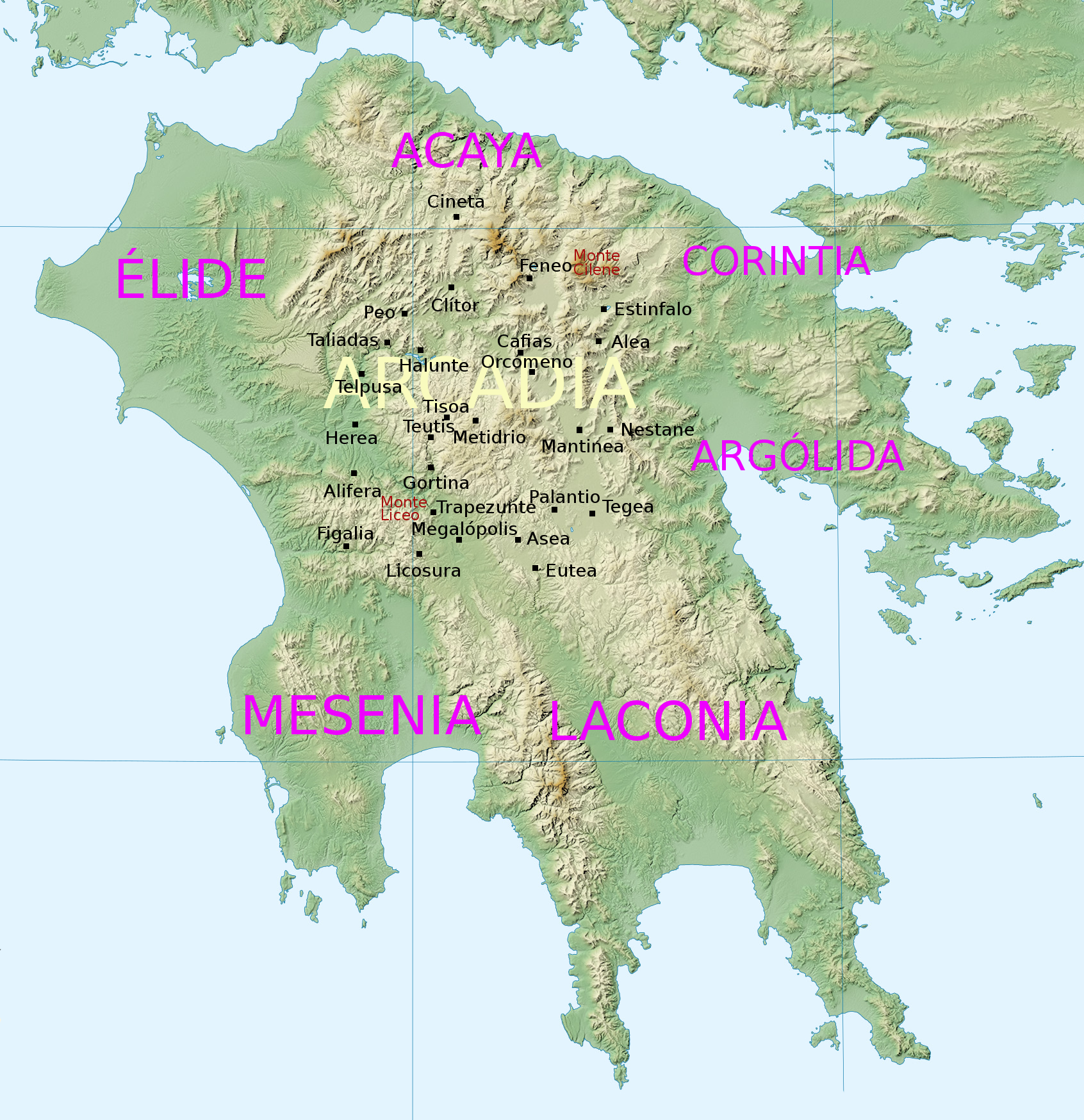
Mapa del Peloponeso con la situación de algunas de las principales ciudades de la antigua Arcadia. Alea se ubica al noreste, en una zona limítrofe entre Arcadia y Argólide.

En sus cercanías se encontraba una antigua ciudad del mismo nombre de Alea, situada en un territorio limítrofe entre Arcadia y Argólide.
Su fundador epónimo, según la mitología griega, fue Aleo, hijo de Afidante.
Pausanias la sitúa cerca de Estinfalo y ubicaba en la ciudad santuarios de Ártemis de Éfeso y Atenea Alea, además de un templo de Dioniso con una estatua. Cada dos años se celebraba en su honor una fiesta conocida como Escierea, donde se azotaban mujeres.